# Comunità territoriale di Slavutyč
La Comunità territoriale urbana di Slavutyč (in ucraino Славутицька міська територіальна громада?) è una hromada ucraina, situata nel distretto di Vyšhorod e nell'oblast' di Kiev. Il suo centro amministrativo è la città di Slavutyč.
L'area della comunità è di 20,33 km², e la popolazione è di 24 936 abitanti (dato del 2020).

## Suddivisioni
La comunità territoriale è costituita dal solo capoluogo Slavutyč.